# Bundestagswahlkreis Deggendorf
Der Wahlkreis Deggendorf (Wahlkreis 226; bis zur Bundestagswahl 2021 Wahlkreis 227) ist seit 1949 ein Bundestagswahlkreis in Bayern. Er umfasst die Landkreise Deggendorf und Freyung-Grafenau sowie vom Landkreis Passau die Gemeinden Aicha vorm Wald, Eging a.See, Fürstenstein und Hofkirchen. Seit 1953 wurde der Wahlkreis stets von den Direktkandidaten der CSU gewonnen.

## Wahlergebnisse

### Bundestagswahl 2025
Zur Bundestagswahl 2025 am 23. Februar wurden Direktkandidaten und Landeslisten zugelassen.
| Kandidaten                               | Kandidaten                | Parteien/Listen     | Erststimmen | Erststimmen | Zweitstimmen | Zweitstimmen |
| Kandidaten                               | Kandidaten                | Parteien/Listen     | Stimmen     | %           | Stimmen      | %            |
| ---------------------------------------- | ------------------------- | ------------------- | ----------- | ----------- | ------------ | ------------ |
|                                          | Thomas Erndlgewählt im WK | CSU                 | 58.446      | 43,3        | 52.052       | 38,5         |
|                                          | Rita Hagl-Kehl            | SPD                 | 12.155      | 9,0         | 10.912       | 8,1          |
|                                          | William Damm              | GRÜNE               | 6.512       | 4,8         | 6.856        | 5,1          |
|                                          | Muhanad Al-Halak          | FDP                 | 5.187       | 3,8         | 4.283        | 3,2          |
|                                          | Petra Weileder            | AfD                 | 36.248      | 26,9        | 39.532       | 29,2         |
|                                          | Florian Mies              | FREIE WÄHLER        | 11.373      | 8,4         | 10.574       | 7,8          |
|                                          | Vinojan Vijeyaranjan      | Die Linke           | 3.068       | 2,3         | 4.179        | 3,1          |
|                                          | –                         | dieBasis            | –           | –           | 294          | 0,2          |
|                                          | –                         | Tierschutzpartei    | –           | –           | 764          | 0,6          |
|                                          | –                         | Die PARTEI          | –           | –           | 279          | 0,2          |
|                                          | –                         | ÖDP                 | –           | –           | 508          | 0,4          |
|                                          | Marcus Kiefer             | BP                  | 1.098       | 0,8         | 464          | 0,3          |
|                                          | Benjamin de Smidt         | Volt                | 821         | 0,6         | 399          | 0,3          |
|                                          | –                         | Die Humanisten      | –           | –           | 47           | 0,0          |
|                                          | –                         | MLPD                | –           | –           | 14           | 0,0          |
|                                          | –                         | Bündnis Deutschland | –           | –           | 116          | 0,1          |
|                                          | –                         | BSW                 | –           | –           | 3.963        | 2,9          |
| Gesamt                                   | Gesamt                    | Gesamt              | 134.908     | 100         | 135.236      | 100          |
|                                          |                           |                     |             |             |              |              |
| Ungültige Stimmen                        | Ungültige Stimmen         | Ungültige Stimmen   | 709         | 0,5         | 381          | 0,3          |
| Wähler                                   | Wähler                    | Wähler              | 135.617     | 82,1        | 135.617      | 82,1         |
| Wahlberechtigte                          | Wahlberechtigte           | Wahlberechtigte     | 165.283     |             | 165.283      |              |
|                                          |                           |                     |             |             |              |              |
| Quellen: Die Bundeswahlleiterin, Stimmen |                           |                     |             |             |              |              |

Kursive Direktkandidaten kandidieren nicht für die Landesliste, kursive Parteien sind nicht Teil der Landesliste.

### Bundestagswahl 2021
Zur Bundestagswahl 2021 am 26. September wurden 13 Direktkandidaten und 26 Landeslisten zugelassen.
| Kandidaten                               | Kandidaten                | Parteien/Listen      | Erststimmen | Erststimmen | Zweitstimmen | Zweitstimmen |
| Kandidaten                               | Kandidaten                | Parteien/Listen      | Stimmen     | %           | Stimmen      | %            |
| ---------------------------------------- | ------------------------- | -------------------- | ----------- | ----------- | ------------ | ------------ |
|                                          | Thomas Erndlgewählt im WK | CSU                  | 47.267      | 37,4        | 42.154       | 33,3         |
|                                          | Rita Hagl-Kehl            | SPD                  | 19.527      | 15,4        | 19.873       | 15,7         |
|                                          | Hans Fellner              | AfD                  | 17.432      | 13,8        | 17.911       | 14,1         |
|                                          | Muhanad Al-Halak          | FDP                  | 6.325       | 5,0         | 10.778       | 8,5          |
|                                          | Matthias Werner Schwinger | GRÜNE                | 6.890       | 5,4         | 8.516        | 6,7          |
|                                          | Melanie Rosa Demmelhuber  | DIE LINKE            | 1.895       | 1,5         | 2.301        | 1,8          |
|                                          | Martin Werner Behringer   | FREIE WÄHLER         | 19.718      | 15,6        | 18.206       | 14,4         |
|                                          | Rolf Wilfrid Sihr         | ÖDP                  | 1.144       | 0,9         | 750          | 0,6          |
|                                          | -                         | Tierschutzpartei     | –           | –           | 1.059        | 0,8          |
|                                          | Thomas Pfeffer            | BP                   | 2.660       | 2,1         | 1.516        | 1,2          |
|                                          | Janina Nizik              | Die PARTEI           | 905         | 0,7         | 646          | 0,5          |
|                                          | Josef Michael Reichardt   | PIRATEN              | 459         | 0,4         | 333          | 0,3          |
|                                          | –                         | NPD                  | –           | –           | 88           | 0,1          |
|                                          | Johann Kiermaier          | V-Partei³            | 410         | 0,3         | 156          | 0,1          |
|                                          | –                         | Gesundheitsforschung | –           | –           | 90           | 0,1          |
|                                          | -                         | MLPD                 | –           | –           | 12           | 0,0          |
|                                          | –                         | DKP                  | –           | –           | 7            | 0,0          |
|                                          | Lothar Englbert Wandtner  | dieBasis             | 1.870       | 1,5         | 1.599        | 1,3          |
|                                          | –                         | Bündnis C            | –           | –           | 48           | 0,0          |
|                                          | –                         | III. Weg             | –           | –           | 67           | 0,1          |
|                                          | -                         | du.                  | –           | –           | 29           | 0,0          |
|                                          | -                         | LKR                  | –           | –           | 17           | 0,0          |
|                                          | -                         | Die Humanisten       | –           | –           | 63           | 0,0          |
|                                          | –                         | Team Todenhöfer      | –           | –           | 175          | 0,1          |
|                                          | -                         | UNABHÄNGIGE          | –           | –           | 150          | 0,1          |
|                                          | –                         | Volt                 | –           | –           | 100          | 0,1          |
| Gesamt                                   | Gesamt                    | Gesamt               | 126.502     | 100         | 126.644      | 100          |
|                                          |                           |                      |             |             |              |              |
| Ungültige Stimmen                        | Ungültige Stimmen         | Ungültige Stimmen    | 691         | 0,5         | 549          | 0,4          |
| Wähler                                   | Wähler                    | Wähler               | 127.193     | 76,5        | 127.193      | 76,5         |
| Wahlberechtigte                          | Wahlberechtigte           | Wahlberechtigte      | 166.186     |             | 166.186      |              |
|                                          |                           |                      |             |             |              |              |
| Quellen: Die Bundeswahlleiterin, Stimmen |                           |                      |             |             |              |              |

Kursive Direktkandidaten kandidieren nicht für die Landesliste, kursive Parteien sind nicht Teil der Landesliste.

### Bundestagswahl 2017
Zur Bundestagswahl 2017 am 24. September wurden 8 Direktkandidaten und 21 Landeslisten zugelassen.
| Direktkandidat       | Partei               | Erststimmen in % | Zweitstimmen in % |
| -------------------- | -------------------- | ---------------- | ----------------- |
| Thomas Erndl         | CSU                  | 44,1             | 40,6              |
| Rita Hagl-Kehl       | SPD                  | 17,4             | 14,2              |
| Christian Heilmann   | GRÜNE                | 04,5             | 04,7              |
| Kenneth Kooter       | FDP                  | 04,0             | 07,6              |
| Katrin Ebner-Steiner | AfD                  | 17,3             | 19,2              |
| Yenni Kellermann     | LINKE                | 04,2             | 05,0              |
| Georg Meiski         | FREIE WÄHLER         | 05,5             | 04,0              |
| –                    | PIRATEN              | 0–               | 00,2              |
| –                    | ÖDP                  | 0–               | 00,7              |
| Thomas Pfeffer       | BP                   | 03,0             | 01,9              |
| –                    | NPD                  | 0–               | 00,4              |
| –                    | Tierschutzpartei     | 0–               | 00,8              |
| –                    | MLPD                 | 0–               | 00,0              |
| –                    | Büso                 | 0–               | 00,0              |
| –                    | BGE                  | 0–               | 00,1              |
| –                    | DiB                  | 0–               | 00,1              |
| –                    | DKP                  | 0–               | 00,0              |
| –                    | DM                   | 0–               | 00,1              |
| –                    | Die PARTEI           | 0–               | 00,3              |
| –                    | Gesundheitsforschung | 0–               | 00,1              |
| –                    | V-Partei³            | 0–               | 00,1              |

Im Vergleich zur Bundestagswahl 2013 ist die Wahlbeteiligung 2017 (71,7 %) um 11,2 Prozentpunkte angestiegen. Das ist der höchste Anstieg in allen 299 Bundestagswahlkreisen.

### Bundestagswahl 2013
| Direktkandidat      | Partei       | Erststimmen in % | Zweitstimmen in % |
| ------------------- | ------------ | ---------------- | ----------------- |
| Bartholomäus Kalb   | CSU          | 61,4             | 56,3              |
| Rita Hagl-Kehl      | SPD          | 15,9             | 16,6              |
| Sebastian Dietmar   | FDP          | 02,1             | 03,8              |
| Antje Laux          | GRÜNE        | 04,5             | 04,4              |
| Rolf Pannicke       | Die Linke    | 03,0             | 03,3              |
| Walter Straßer      | PIRATEN      | 01,4             | 01,4              |
| Alfred Steinleitner | NPD          | 01,8             | 01,5              |
| Rudolf Weiss        | AfD          | 03,3             | 04,1              |
| Stefan Kaiser       | Freie Wähler | 04,8             | 04,3              |
|                     | Sonstige     | 0–               | 04,4              |

### Bundestagswahl 2009
| Direktkandidat      | Partei                | Erststimmen in % | Zweitstimmen in % | Bundestagswahl 2005 Zweitstimmen in % |
| ------------------- | --------------------- | ---------------- | ----------------- | ------------------------------------- |
| Bartholomäus Kalb   | CSU                   | 52,9             | 46,5              | 57,7                                  |
| Rita Hagl           | SPD                   | 16,4             | 14,5              | 20,5                                  |
| Josef Rosner        | Bündnis 90/Die Grünen | 07,2             | 06,6              | 03,7                                  |
| Gerhard Drexler     | FDP                   | 11,8             | 14,4              | 07,9                                  |
| –                   | REP                   | –                | 01,5              | 02,0                                  |
| Rolf Pannicke       | Die Linke             | 07,3             | 08,0              | 03,7                                  |
| Alfred Steinleitner | NPD                   | 03,3             | 02,3              | 02,2                                  |
| –                   | PBC                   | 0–               | 00,1              | 00,2                                  |
| –                   | BP                    | 0–               | 01,3              | 00,9                                  |
| Josef Brunner       | FU                    | 01,1             | 0–                | 0–                                    |
| –                   | ödp                   | 0–               | 01,3              | 0–                                    |
| –                   | BüSo                  | 0–               | 00,0              | 00,0                                  |
| –                   | FAMILIE               | 0–               | 00,7              | 00,7                                  |
| –                   | DIE VIOLETTEN         | 0–               | 00,2              | 0–                                    |
| –                   | Die Tierschutzpartei  | 0–               | 00,6              | 0–                                    |
| –                   | PIRATEN               | 0–               | 01,2              | 0–                                    |
| –                   | CM                    | 0–               | 00,1              | 00,0                                  |
| –                   | RRP                   | 0–               | 00,6              | 0–                                    |

Am 22. Februar 2012 entschied das Bundesverfassungsgericht, dass ein Wahlkreis auch dann neu eingeteilt werden muss, wenn nicht die gesamte deutsche Bevölkerung eines Wahlkreises, sondern nur die stimmberechtigte Bevölkerung um mehr als 25 Prozent von der stimmberechtigten Durchschnittsbevölkerung der Wahlkreise abweicht. In Deggendorf ist dies aufgrund einer überdurchschnittlich hohen minderjährigen Bevölkerung der Fall: Die gesamte deutsche Bevölkerung des Wahlkreises weicht um 24,42 % nach unten vom Durchschnitt ab, was eine Neueinteilung für angebracht erscheinen lässt (Soll-Bestimmung), jedoch beträgt die wahlberechtigte Bevölkerung 25,6 % weniger als im Durchschnitt.

## Frühere Wahlkreissieger
| Wahl | Name              | Partei       |
| ---- | ----------------- | ------------ |
| 1949 | Ludwig Volkholz   | Bayernpartei |
| 1953 | Stefan Dittrich   | CSU          |
| 1957 | Stefan Dittrich   | CSU          |
| 1961 | Stefan Dittrich   | CSU          |
| 1965 | Stefan Dittrich   | CSU          |
| 1969 | Stefan Dittrich   | CSU          |
| 1972 | Franz Handlos     | CSU          |
| 1976 | Franz Handlos     | CSU          |
| 1980 | Franz Handlos     | CSU          |
| 1983 | Franz Handlos     | CSU          |
| 1987 | Bartholomäus Kalb | CSU          |
| 1990 | Bartholomäus Kalb | CSU          |
| 1994 | Bartholomäus Kalb | CSU          |
| 1998 | Bartholomäus Kalb | CSU          |
| 2002 | Bartholomäus Kalb | CSU          |
| 2005 | Bartholomäus Kalb | CSU          |
| 2009 | Bartholomäus Kalb | CSU          |
| 2013 | Bartholomäus Kalb | CSU          |
| 2017 | Thomas Erndl      | CSU          |
| 2021 | Thomas Erndl      | CSU          |

## Weitere Abgeordnete
Neben den oben genannten direkt gewählten Wahlkreiskandidaten hatte auch Gerhard Drexler (FDP) aus Freyung im Jahr 2013 kurzzeitig ein Bundestagsmandat inne. Drexler war Nachrücker über die Landesliste.

## Wahlkreisgeschichte
| Wahl      | Wahlkreisname  | Gebiet |
| --------- | -------------- | --- |
| 1949      | 13 Deggendorf  | Stadt Deggendorf, alter Landkreis Deggendorf, Landkreis Kötzting, Landkreis Regen, Landkreis Viechtach                                         |
| 1953–1961 | 208 Deggendorf | Stadt Deggendorf, alter Landkreis Deggendorf, Landkreis Kötzting, Landkreis Regen, Landkreis Viechtach                                         |
| 1965–1972 | 213 Deggendorf | Stadt Deggendorf, alter Landkreis Deggendorf, Landkreis Kötzting, Landkreis Regen, Landkreis Viechtach, Landkreis Grafenau                     |
| 1976–1998 | 213 Deggendorf | Landkreis Deggendorf, Landkreis Freyung-Grafenau                                                                                               |
| 2002–2005 | 228 Deggendorf | Landkreis Deggendorf, Landkreis Freyung-Grafenau                                                                                               |
| 2009–2013 | 227 Deggendorf | Landkreis Deggendorf, Landkreis Freyung-Grafenau                                                                                               |
| 2017–2021 | 227 Deggendorf | Landkreis Deggendorf, Landkreis Freyung-Grafenau, vom Landkreis Passau die Gemeinden Aicha vorm Wald, Eging a.See, Fürstenstein und Hofkirchen |
| 2025–     | 226 Deggendorf | Landkreis Deggendorf, Landkreis Freyung-Grafenau, vom Landkreis Passau die Gemeinden Aicha vorm Wald, Eging a.See, Fürstenstein und Hofkirchen |